# Metatarsusknobbel
De metatarsusknobbel, ook wel graafknobbel of voetwortelknobbel is een verdikte en soms verhoornde structuur aan de achterpoten van een aantal soorten kikkers. Het heeft bij een aantal soorten een functie bij het graven en wordt als 'schoffel' gebruikt om zich sneller in de grond te werken. Typische gravende soorten, zoals de knoflookpad, zijn voorzien van een zeer grote knobbel waarmee ze zich snel in kunnen graven, dit gebeurt altijd achterwaarts. Aan de vorm en positie van de metatarsusknobbel is vaak de soort te herkennen, waardoor het een belangrijk determintatiekenmerk is. Veel kikkers hebben ook soortspecifieke knobbels aan de voorpoten.

## Afbeeldingen: verschillende soorten

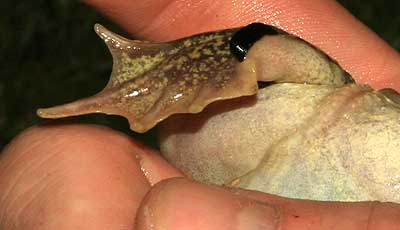
Metatarsusknobbel Spaanse knoflookpad
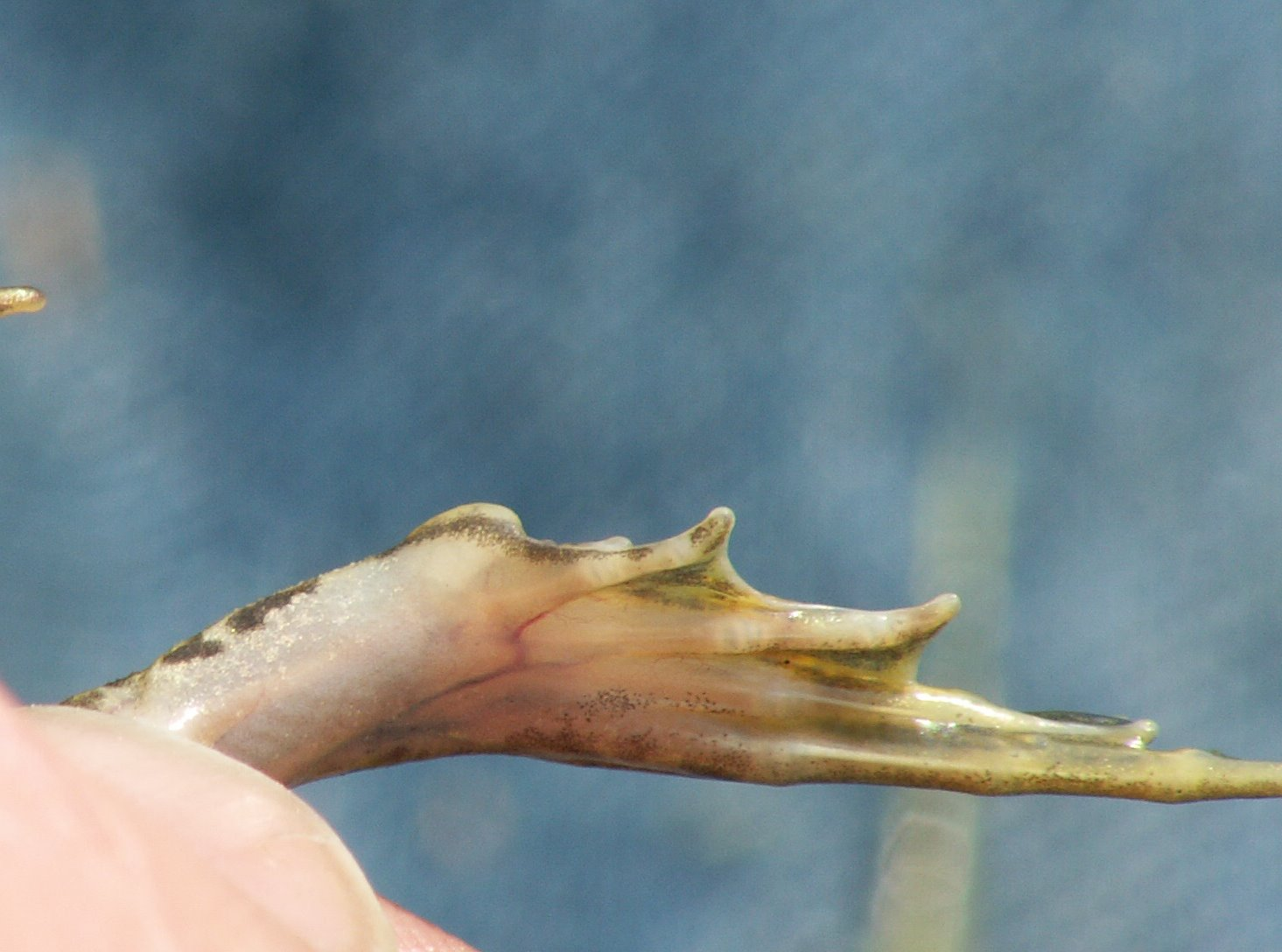
Metatarsusknobbel bastaardkikker (asymmetrisch)
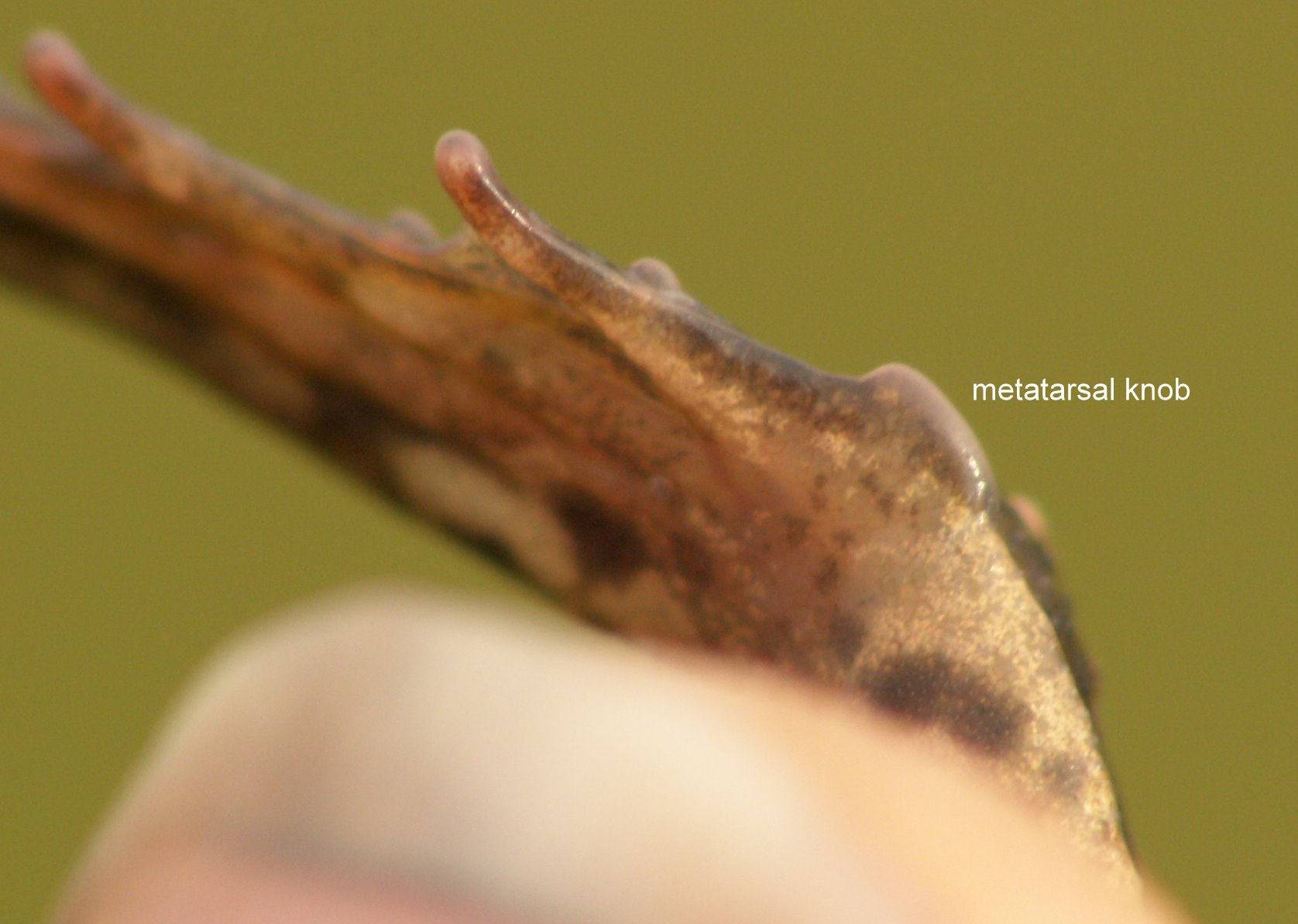
Metatarsusknobbel meerkikker
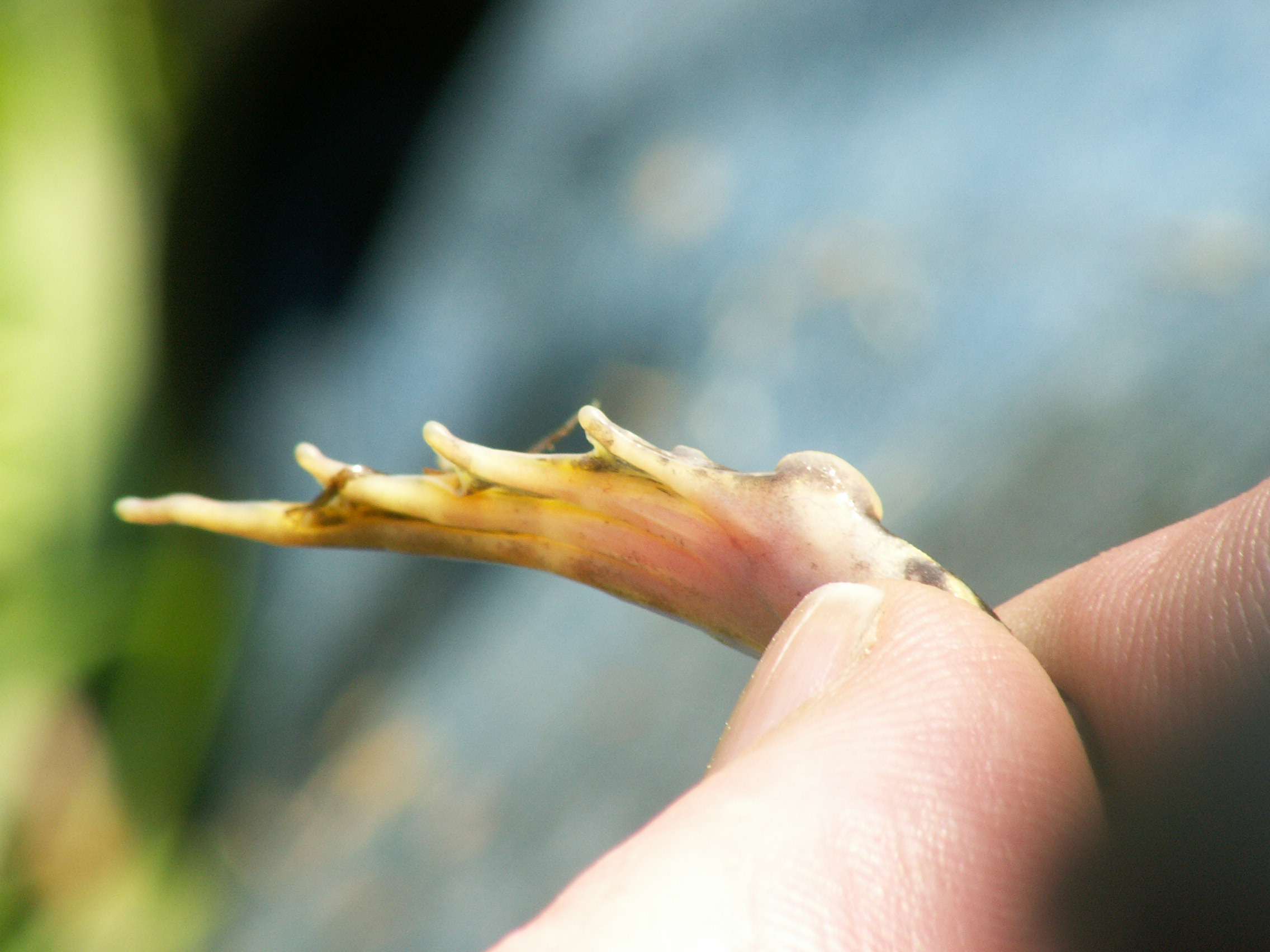
Metatarsusknobbel poelkikker